# Stylonurus
Stylonurus é um gênero de euriptéridos. O gênero contém três espécies: Stylonurus powriensis do Devoniano da Escócia, Stylonurus shaffneri do Devoniano da Pensilvânia e Stylonurus perspicillum do Devoniano da Alemanha. A atribuição de S. perspicillum e S. shaffneri ao gênero é duvidosa. Uma espécie previamente designada, S. ensiformis , é hoje considerada sinônimo de S. powriensis.

## Descrição
Os estilonurídeos, que viveram do período Ordoviciano ao Permiano Inferior, eram formas pequenas a muito grandes, com escamas se desenvolvendo em tubérculos e protuberâncias. O prosoma (cabeça) exibiu forma variável, com olhos compostos arqueados localizados subcentralmente ou anteriormente. Seus abdomens eram delgados. Suas pernas eram longas e poderosas, às vezes caracterizadas por espinhos. A maioria dos gêneros não tinha pernas nadadoras.
Stylonurus é distinguível de outros estilonurídeos por sua superfície lisa, e o 5º (último) par de pernas que caminham muito alongado, que alcançava até o télson, que era longo e estiliforme. O prosoma (cabeça) variou de semiovate a sub-retangular.